# Мосальск
Моса́льск — город в России, районный центр Мосальского района Калужской области. Образует городское поселение город Мосальск.

## География
Расположен на западе Калужской области, в 18 км от автотрассы А101 Москва — Рославль, в 42 км от железнодорожной станции Барятинская, в 80 км к западу от Калуги.

## История

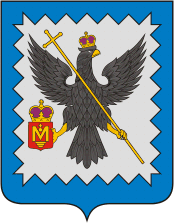
Герб (1777)

Первое упоминание датируется 1231 годом, когда город, в то время называвшийся Масальск, входил в Черниговское княжество. Позднее стал главным городом удельного Мосальского княжества.
В начале XV века находился под властью Литвы. Занят войсками Ивана III в 1493. В начале XVI века окончательно вошёл в состав России. Во второй половине XVI века неоднократно подвергался набегам крымских татар. В 1586 году был обновлён и расширен Мосальский кремль. В 1610 году город был сожжён и разорён польско-литовскими интервентами, однако после Смутного времени возродился, а его укрепления были воссозданы. В 1634 году было отражено новое нападение литовцев и запорожских казаков. Деревянная крепость стала ветхой и развалилась на рубеже XVII—XVIII веков.
С 1776 года — уездный город Мосальского уезда Калужского наместничества (с 1796 года — Калужской губернии). Застраивался по регулярному плану с 1779 года.
В середине XIX века Мосальск был важным перевалочным пунктом товаров на пути из Смоленска в Санкт-Петербург и Ригу. Купеческая династия Мамонтовых ведёт своё происхождение из этого города.
С 1929 года город является районным центром Мосальского района Сухиничского округа Западной области (с 1944 года — Калужской области).
В годы Великой Отечественной войны Мосальск был оккупирован немецко-фашистскими войсками с 6 октября 1941 по 8 января 1942 года.
В 1980—1990 годах в городе построены новые микрорайоны.

## Население
| 1857  | 1897  | 1913  | 1920  | 1923  | 1926  | 1931  | 1939  | 1959  | 1970  | 1979  |
| ----- | ----- | ----- | ----- | ----- | ----- | ----- | ----- | ----- | ----- | ----- |
| 3643  | ↘2655 | ↘2058 | ↗2376 | ↘2364 | ↘2306 | ↘2107 | ↗2941 | ↗3936 | ↗4499 | ↗4650 |
| 1989  | 1992  | 1996  | 2001  | 2002  | 2003  | 2005  | 2006  | 2007  | 2009  | 2010  |
| ↘4610 | ↗4700 | ↗4900 | ↘4500 | ↘4380 | ↗4400 | ↘4200 | ↘4100 | ↘4000 | ↘3965 | ↗4288 |
| 2011  | 2012  | 2013  | 2014  | 2015  | 2016  | 2017  | 2018  | 2019  | 2020  | 2021  |
| ↘4264 | ↘4263 | ↗4299 | ↘4239 | ↘4165 | ↘4084 | ↗4161 | ↗4202 | ↘4190 | ↘4166 | ↗4234 |
| 2023  |       |       |       |       |       |       |       |       |       |       |
| ↗4251 |       |       |       |       |       |       |       |       |       |       |

На 1 января 2025 года по численности населения город находился на 1086-м месте из 1124 городов Российской Федерации.
Национальный состав
По итогам переписи населения 2020 года проживали следующие национальности (национальности менее 0,1 % и другое, см. в сноске к строке «Другие»):
| Национальность | Численность, чел. | Доля     |
| -------------- | ----------------- | -------- |
| Русские        | 3678              | 86,87 %  |
| Таджики        | 212               | 5,01 %   |
| Армяне         | 55                | 1,30 %   |
| Украинцы       | 25                | 0,59 %   |
| Гагаузы        | 17                | 0,40 %   |
| Узбеки         | 16                | 0,38 %   |
| Татары         | 12                | 0,28 %   |
| Лезгины        | 8                 | 0,19 %   |
| Молдаване      | 6                 | 0,14 %   |
| Белорусы       | 6                 | 0,14 %   |
| Другие         | 199               | 4,70 %   |
| Итого          | 4234              | 100,00 % |

## Экономика
- Завод фасованной молочной продукции
- Завод производства изделий из волос
- Завод ЖБИ
- Швейное производство «Мосальский Текстиль»
- Завод по производству обуви